# ポルシェ・ビジョン グランツーリスモ
ポルシェ・ビジョン グランツーリスモ（Porsche_Vision_Gran_Turismo）は、2022年にドイツの自動車メーカーであるポルシェが開発したコンセプトカーである。

## 解説
この車は、ポルシェがグランツーリスモシリーズ用に特別に開発したコンセプトカーである。
ポルシェの有名なデザイン要素の未来志向を示すこと、そして低く設定されたフロントフード、目立つフェンダー、後部の細いライトストリップを通して、911とタイカンの両方との関連性を生み出すことを目的としている。
また、これはグランツーリスモシリーズのカバーアートに登場する初のビジョングランツーリスモであり、マツダ・RX-ビジョン コンセプト GT3と共にグランツーリスモのカバーに登場している。